# Augustówka (Ukraina)
Augustówka – wieś na Ukrainie w rejonie tarnopolskim należącym do obwodu tarnopolskiego.
Dobra tabularne hrabiostwa Jakuba i Marii Potockich, położone w 1905 roku w powiecie brzeżańskim Królestwa Galicji i Lodomerii. 
W II Rzeczypospolitej była to miejscowość znajdująca się w powiecie brzeżańskim województwa tarnopolskiego.
W 1943 r. nacjonaliści ukraińscy z OUN-UPA zamordowali 3 Polaków.
We wsi urodził się Leon Rudnycki (1851–1898), ukraiński nauczyciel, ojciec geografa Stepana Rudnyckiego i pisarza Juliana Opilskiego, teść Stanisława Dnistrianskiego.